# Kelly Reeves
Kelly Beauprey Reeves (Los Angeles, 8 aprile 1992) è una pallavolista statunitense.
Gioca nel ruolo di schiacciatrice.

## Carriera
La carriera di Kelly Reeves inizia nei tornei scolastici statunitensi, dove partecipa con la Cathedral Catholic High School; nello stesso periodo entra a far parte delle selezioni giovanili statunitensi: con la nazionale Under-18 vince la medaglia d'oro al campionato nordamericano 2008, mentre con la nazionale Under-20 vince l'oro al campionato nordamericano 2010.
Al termine delle scuole superiori, gioca anche a livello universitario: prende parte alla Division I NCAA dal 2010 al 2013 con la University of California, Los Angeles, vincendo il titolo nell'edizione 2011; nel 2014 debutta anche nella nazionale statunitense maggiore, vincendo la medaglia d'argento alla Coppa panamericana 2014.
Nella stagione 2014-15 inizia la carriera professionistica nella Lega Nazionale A svizzera, dove difende i colori del Volley Club Kanti di Sciaffusa, che però lascia nel gennaio 2015.

## Palmarès

### Club
- NCAA Division I: 1

2011

### Nazionale (competizioni minori)
- Campionato nordamericano Under-18 2008
- Campionato nordamericano Under-20 2010
- Coppa panamericana 2014

### Premi individuali
- 2011 - Division I NCAA statunitense: Lexington Regional All-Tournament Team